# International Union of Microbiological Societies
Die International Union of Microbiological Societies (IUMS, Internationale Vereinigung mikrobiologischer Gesellschaften) ist eine von 31 wissenschaftlichen Dachverbänden des International Council for Science. Präsidentin ist Eliora Z. Ron, Universität Tel Aviv. Der Sitz ist derzeit in Tel Aviv-Jaffa.

## Aufgaben und Ziele
Die Ziele der IUMS umfassen:
- Förderung der mikrobiologischen Wissenschaften durch internationale Zusammenarbeit
- Veranstaltung von Kongressen
- Hilfestellung bei der Veröffentlichung wissenschaftlicher Ergebnisse
- Vertretung der mikrobiologischen Wissenschaften innerhalb der ICSU und im Kontakt mit anderen internationalen Organisationen.

## Organisation
Die IUMS verfügt über drei Abteilungen:
- Bakteriologie und Angewandte Mikrobiologie (BAM)
- Mykologie und Mikrobiologie der Eukaryoten (MEM)
- Virologie

Jede diese drei Abteilungen verfügt über ihr eigenes Vorstandsgremium und organisiert eigene internationale Kongresse. Zusätzlich verfügt die IUMS über 16 weitere spezialisierte Kommissionen und Vereinigungen: sechs Internationale Komitees, acht internationale Kommissionen und zwei internationale Föderationen.
Für den Zeitraum 2005 bis 2008 war Karl-Heinz Schleifer von der TU München zum IUMS-Präsidenten gewählt worden.
Für den Zeitraum 2017 bis 2022 wurde Eliora Z. Ron von der Universität Tel Aviv zur IUMS-Präsidentin gewählt.

## Historie
Die IUMS wurde 1927 gegründet. Die IUMS war früher ein Mitglied der  International Union of Biological Sciences (IUBS); verselbständigte sich 1980 und gehört seit 1982 dem ICSU als eine der 29 Wissenschaftlichen Unionen an (Stand 2006).